# Nyodes rufifusoides
Nyodes rufifusoides är en fjärilsart som beskrevs av François Louis Nompar de Caumont de Laporte 1973. Nyodes rufifusoides ingår i släktet Nyodes och familjen nattflyn. Inga underarter finns listade i Catalogue of Life.